# Pisoides
Pisoides is een geslacht van kreeftachtigen uit de klasse van de Malacostraca (hogere kreeftachtigen).

## Soorten
- Pisoides bidentatus (A. Milne-Edwards, 1873)
- Pisoides edwardsii (Bell, 1836)
- Pisoides ortmanni (Balss, 1924)
- Pisoides profundus (Rathbun, 1918)